# Insurrektionalismus
Insurrektionalismus oder Aufständischer Anarchismus ist eine anarchistische Strömung, die den Gedanken der Rebellion in den Vordergrund stellt.

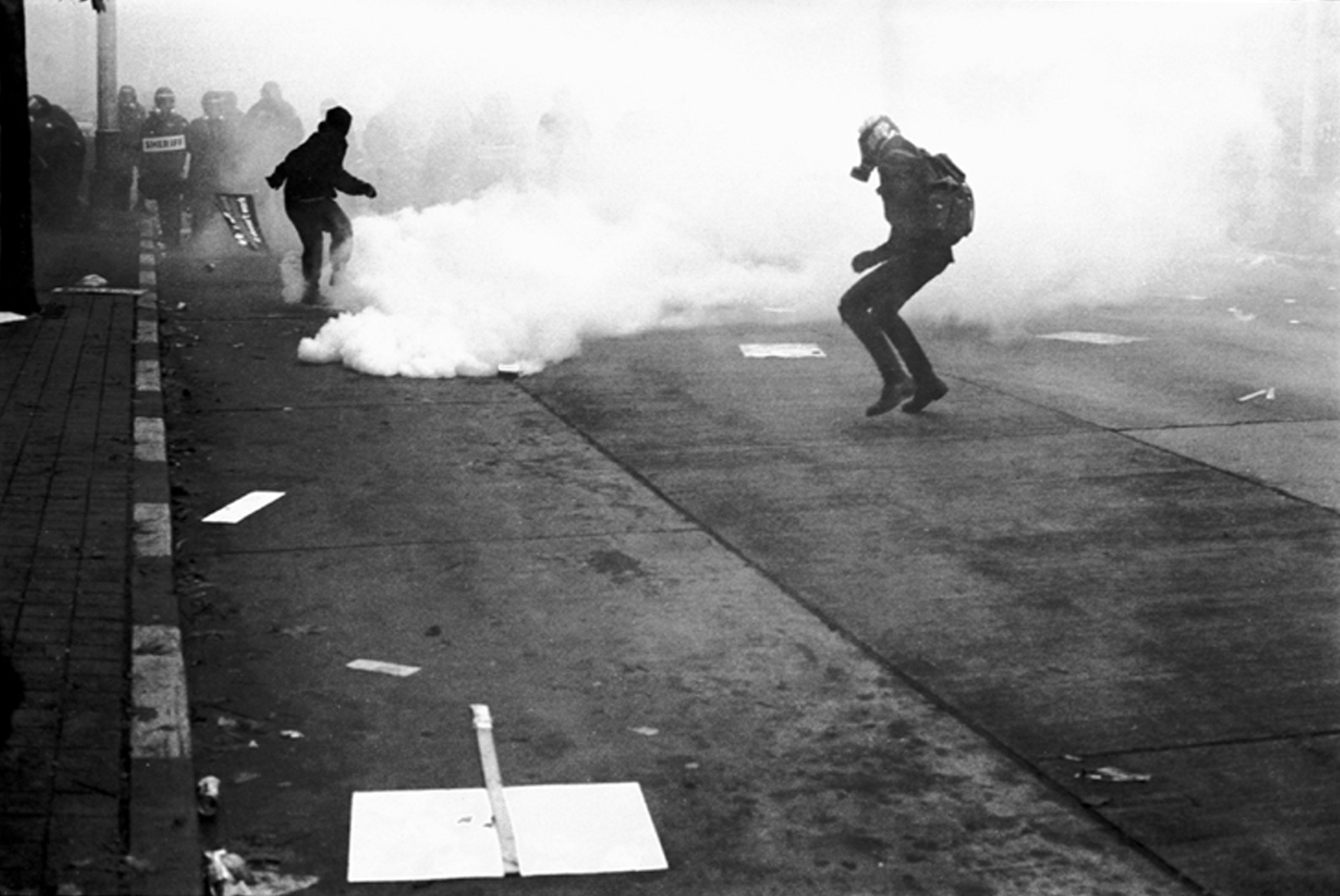
Straßenkampf zwischen Anarchisten und Polizisten beim Battle of Seattle 1999

Im Insurrektionalismus sind Klassenkampf, kompromisslose Opposition und permanente Attacken auf den sozialen und politischen Gegner zentrale Gedanken. Er propagiert die punktuelle Zusammenarbeit in informellen Initiativen und Affinity Groups und lehnt verbindliche Organisationen mit Satzungen, Kongressen und politischen Programmen wie Anarchistische Föderationen und Gewerkschaften ab. Er wurde als eigenständige anarchistische Strömung ab den 1970er-Jahren während eines Höhepunkts der sozialen Spannungen in Italien theoretisch konzipiert und entwickelt. Der zeitgenössische insurrektionalistische Diskurs bezieht sich insbesondere auf die Strömungen des illegalistischen und kommunistischen Anarchismus.

## Theorie
Der zeitgenössische Insurrektionalismus baut auf einigen Kernpunkte auf, die auf Taktiken des Illegalismus und der Propaganda der Tat zurückgehen.
Das „Konzept der ‚Attacke‘ befindet sich im Herzen der insurrektionalistischen Ideologie“, wie Joe Black ausführt. Eine solche werde durch Aktionen und einem Lernen zu agieren, aber nicht durch Propaganda vorbereitet, wiewohl Propaganda die Rolle der Klärung innehabe, in welcher Art es zu agieren gelte. In der Aktion selbst gelte es zu lernen. Der italienische Text Ai ferri corti führt dazu aus: „Ein Individuum mit einer Leidenschaft für sozialen Umsturz und einer ‚persönlichen‘ Vorstellung des Klassenkampfes will sofort etwas tun. Wenn er oder sie die Transformation von Staat und Kapital untersucht, ist es, um diese anzugreifen, sicher nicht, um mit einer besseren Vorstellung davon schlafen zu gehen.“ „Attacke ist die Zurückweisung von Mediation, Beschwichtigung, Selbstaufopferung, Anpassung und Kompromissen im Kampf.“
Insurrektion und Revolution sind wichtige Termini. Revolution wird hier „als konkretes Ereignis“ verstanden, das „täglich durch eher maßvolle Versuche erbaut werden muss, die nicht alle befreienden Charakteristika der echten sozialen Revolution haben. Diese maßvollen Versuche sind Aufstände. In diesen Erhebungen der Ausgebeutetsten und Ausgeschlossensten der Gesellschaft und der am stärksten sensibilisierten Minderheit öffnet sich ein Weg, dass sich breitere Schichten der Ausgebeuteten dem Fluss der Rebellion anschließen, der sich in eine Revolution ergießt.“

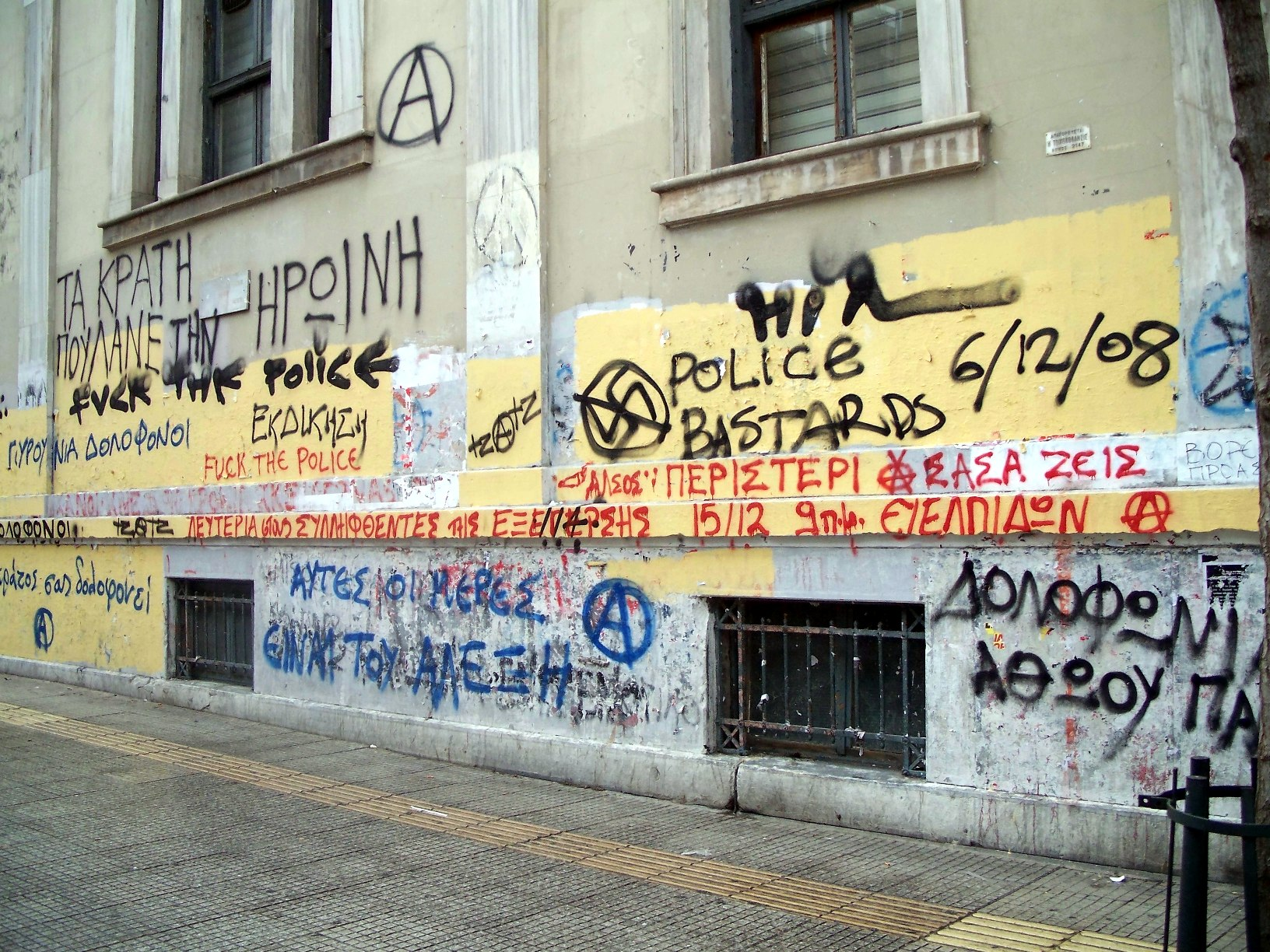
Graffiti in Griechenland 2008

„Die Selbstorganisation der Kämpfe“ nimmt einen zentralen Platz ein, da „die Personen, die kämpfen, in ihrer Entscheidungsfindung und Aktionsform autonom sind, was den Gegensatz einer synthetischen Organisation darstellt, die immer die Kontrolle über die Kämpfe erlangen will. Kämpfe, die von einer einzelnen Organisation koordiniert werden, können einfach in die gesellschaftliche Machtstruktur integriert werden. Selbstorganisierte Kämpfe sind hingegen von ihrer Natur aus unkontrollierbar.“ Es wird angenommen, dass das gesellschaftliche System und seine Institutionen fürchteten, dass rebellische Aktionen sich zur Propaganda der Tat steigern und ausweiten könnten. „Kleine, wiederholbare, mit einfachen und für alle zugänglichen Mitteln durchgeführte Aktionen sind wegen ihrer Einfachheit und spontanen Umsetzbarkeit nicht kontrollierbar.“ Diese Vorgehensweise beinhaltet das Prinzip, dass insurrektionalistische Anarchisten sich nicht als Avantgarde oder bewusstere, weisere Menschen sehen sollten, sondern als Teil der „Ausgebeuteten und Ausgegrenzten“.
Der Insurrektionalismus setzt temporäre Affinity Groups gegen dauerhafte Organisationen. Dies bedeutet die Zurückweisung von Parteien, Gewerkschaften und allen anderen stabilen Vereinigungen. Als Grund dafür wird angeführt, dass diese „die Kämpfe künstlich machen und Elemente der Integration für Staat und Kapital sind.“ Eine Organisation solle sich nur informell, für kurze Zeit und für konkrete Aufgaben bilden und auf gemeinsamen Neigungen basieren.
Die dem Insurrektionalismus inhärente Transzendenz der Dichotomie von Individuum und Rest der Gesellschaft sowie Individualanarchismus und Anarchokommunismus wird folgendermaßen beschrieben: „Insurrektion fängt mit dem Bedürfnis Einzelner nach Ausbruch von Zwang und Kontrolle und der Sehnsucht nach Wiedererlangung der einem selbst angemessener Gestaltung des eigenen Lebens an.“ Demgegenüber wird festgestellt, dass „Individualität nur dort aufblühe, wo gleicher Zugang zur Befriedigung der Grundbedürfnisse die soziale Realität ist. Diese Zugangsgleichheit ist Kommunismus, wie die Einzelnen diesen Zugang verwenden, ist ihnen und ihrem persönlichen Umfeld überlassen. So ist keine Gleichheit oder Uniformität der Individuen im wahren Kommunismus angelegt.“
Insurrektionalisten beziehen sich in weiten Teilen auf das Konzept des Klassenkampfs. Häufig gibt es neben den theoretischen Bezügen zum Anarchokommunismus und Individualanarchismus Überschneidungen mit Situationismus, autonomer Politik, Postlinkem Anarchismus und Grünem Anarchismus.